# Hugh Wade
Hugh Wade (29 de junho de 1901 - 25 de março de 1995) foi um político norte-americano. Foi o primeiro vice-governador do Alasca, no período de 1959 a 1966.